# Polymixis reisseri
Polymixis reisseri là một loài bướm đêm trong họ Noctuidae.